# 井伊直孝

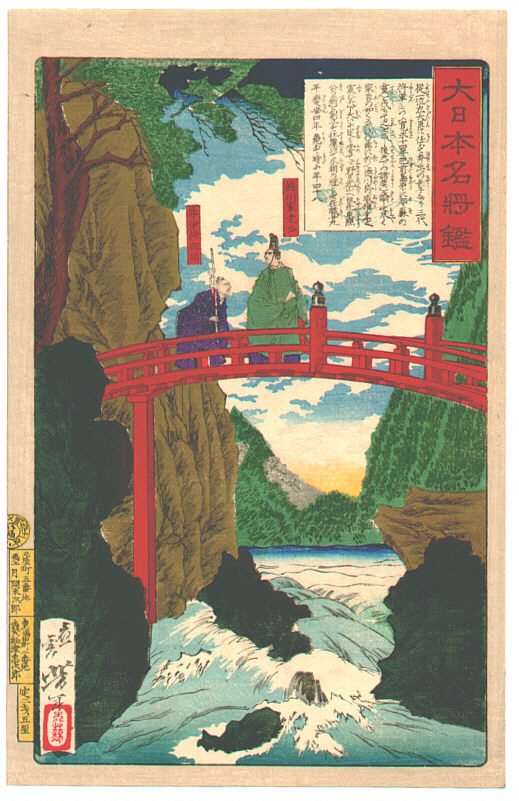
日光社参の徳川家光と井伊直孝（月岡芳年『大日本名将鑑』）

井伊 直孝（いい なおたか）は、安土桃山時代から江戸時代前期の武将・譜代大名。上野国白井藩主、近江国彦根藩3代藩主。

## 生涯

### 家督相続前
異母兄・直勝と同じ天正18年（1590年）、井伊直政の次男として駿河国中里（焼津市）で誕生。直孝の生母とされる印具道重の娘・養賢院（諸説あり）は直政の正室・唐梅院（徳川家康の養女）の侍女だったという説があり、正室に遠慮した直政が初めて直孝と対面したのは慶長6年（1601年）であったとされる。幼少期は井伊家領内の上野国安中の北野寺に預けられ、そこで養育された。
慶長7年（1602年）の直政の死後は江戸にあって徳川秀忠の近習として仕え、秀忠が2代将軍に就任した慶長10年（1605年）4月26日に従五位下掃部助に叙位・任官。慶長13年（1608年）に書院番頭となり上野刈宿5,000石を与えられ、次いで慶長15年（1608年）には上野白井藩1万石の大名となり、同時に大番頭に任じられた。慶長18年（1613年）には伏見城番役となった。

### 大坂の陣
慶長19年（1614年）からの大坂冬の陣では、家康に井伊家の大将に指名された。大坂城攻略では松平忠直と共に八丁目口の攻略を任せられたが、同じ赤備えの真田信繁勢の挑発に乗り突撃したところを敵の策にはまってしまい信繁や木村重成の軍勢から一斉射撃を受け、500人の死者を出す大被害を生じさせた（真田丸の戦い）。後に先走って突撃したことを軍令違反と咎められたが、家康が「味方を奮い立たせた」と庇ったため処罰はされなかった。
井伊家では直政の死後、家督を兄・直勝が継いでいたが、直勝は家臣団をまとめ切れず、それを憂慮した家康の裁定によって慶長20年（1615年）、直孝は井伊家の家督を継ぐよう命じられ父の遺領18万石の内、彦根藩15万石を継承し、直勝には上野安中藩3万石が分知された。井伊家の家臣団は井伊谷以来の家臣は直勝に、甲斐武田氏の遺臣などは直孝に配属された。
同年の大坂夏の陣においては藤堂高虎と共に先鋒を務め、敵将・木村重成と長宗我部盛親を打ち破り（八尾・若江の戦い）、冬の陣での雪辱を遂げた。また秀忠の命により、大坂城の山里郭に篭っていた淀殿・豊臣秀頼母子を包囲し発砲して自害に追い込むという大任を遂げた。戦後、5万石を加増され、従四位下侍従へ昇進した。
大坂の陣での直孝の勇猛な様は大坂冬の陣屏風、大坂夏の陣屏風、大坂夏の陣図（若江合戦図）などに描き込まれている，同じく井伊の赤牛とも呼ばれる。

### 江戸幕府宿老
寛永9年（1632年）、秀忠は臨終に際して直孝と松平忠明を枕元に呼び、3代将軍・徳川家光の後見役に任じた（大政参与）。これが大老職のはじまりと言われる。その後、家光からも絶大な信頼を得て徳川氏の譜代大名の中でも最高となる30万石の領土を与えられた。徳川家綱の元服では加冠を務め、宮参りからの帰りに井伊家屋敷にお迎えした。これらと家康の遠忌法会で将軍名代として日光東照宮に名代として参詣する御用は、直孝が務めて以降先例として彦根藩井伊家固有の御用となった。朝鮮通信使の応接においても幕閣筆頭としての役割を担うなど、70歳で逝去するまで譜代大名の重鎮として幕政を主導した。
清に滅ぼされた南明政権の鄭芝龍の救援出兵要請を受けるかどうか幕府内で話し合った際は、その頃大量に発生していた浪人を送り込んで出兵すべきと主張した家光や徳川頼宣に対し、豊臣秀吉の朝鮮出兵を引き合いに出して強く反対し、出兵しないことに決まった。その後、鄭芝龍の息子・鄭成功からも出兵要請が幕府にあったが、棚上げにされた。
長男・直滋は江戸で幼少の頃から秀忠・家光に寵愛され、何不自由なく育ったためか我が強い性格で、直孝とたびたび対立し、言い争うことが多かった。直孝死去の前年の万治元年（1658年）、直滋は突然出奔して百済寺に遁世した。翌万治2年（1659年）4月、末子・直澄が世子となり、直孝によりその次の当主は直縄の嫡男・直興と定められた。同年6月に直孝が没すると同時に直澄が家督を継いだ。
大正6年（1917年）11月17日、大正天皇が特旨をもって直孝に従三位を追贈した。

## 人物

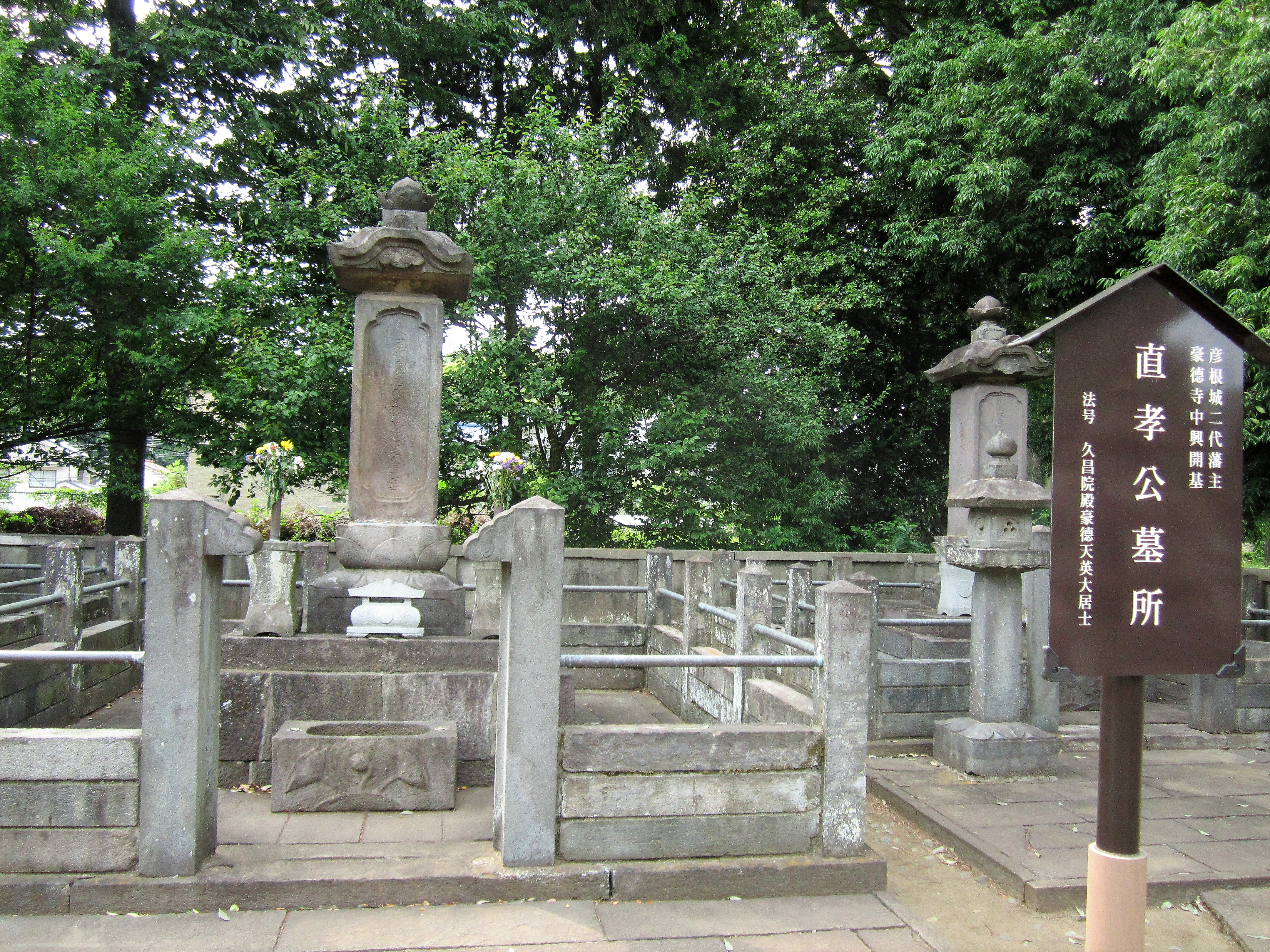
井伊直孝墓（豪徳寺彦根藩主井伊家墓所）

- 関ヶ原の戦いの折に家康が伊達政宗に与えた「百万石のお墨付き」を後になって政宗が幕府に持ち出してきた時に調停にあたり、「確かに神君家康公の御真筆である。昔なら100万石でも200万石でも賜ろうとなされたであろうが、今は太平の御世で差し上げる土地もない。このような無益な難儀を起こしても仕方がない」と話して、お墨付きを政宗から取り上げ破いて燃やしてしまった。政宗は文句を言いながらも「今後ともよしなに」と引き下がるしかなかったという[9][注釈 2]。
- 江戸で直孝が鷹狩に出た帰りに小さな貧しい寺（弘徳庵）の前を通りかかると、中に入るよう手招きする猫がいたため、その寺に入った。すると辺りは突然雷雨となった。雨宿りをしながら寺の和尚と話をしているうちに、直孝は和尚と親しくなった。この寺は後に寄進を受け、立派に改築されて井伊家の菩提寺とされ、直孝の法名にちなんで豪徳寺と号した。それからその寺では、猫の手招きが寺の隆盛のきっかけになったことから「福を招き縁起がいい」として、招猫堂を立てて祀った。この話が招き猫、ひこにゃんの由来である。
- 直孝が着用した薫革威段替胴具足（くすべがわおどしだんがえどうぐそく）が彦根城博物館に収蔵されている。簡素で実戦向きに作られ、機能美に優れている。
- 直孝の実母・印具氏は直政正室の侍女。その父・印具徳右衛門は直政正室の父・松平康親の家臣[10]。
- 直孝が亡くなる4日前、家臣の内山太左衛門兄弟が直孝の元に呼ばれた。内山の父は大坂の陣で大坂方についていたが、母方の祖父が直孝家臣であったことから、直孝の配慮で助けられた。そのため彼らは直孝に対して特別に恩義を感じており、直孝の死去に伴い殉死しかねなかったことから、直孝が自らそれを禁じ、次世代への奉公を求めた。直孝による殉死の禁は誰よりも先んじたもので、寛文3年（1665年）の武家諸法度にも取り入れられた[6]。
- 直孝の存在は幕府からかなり重く見られており、そのため死去した際には家綱は阿部忠秋を井伊屋敷に派遣して「非常に残念である」との言葉を伝えた。そして即日、江戸市中の鳴り物を7日間停止するなど、譜代大名筆頭とはいえ徳川一門ではない家臣の死去にしては異常な厚遇をしており、林亮勝は「直孝のこの時点で占めた役割の大きさが思われる。直孝は正之とともに将軍後見とでもいうべき位置についていたのである」と評している[11]。

## 系譜
- 父：井伊直政
- 母：印具氏の娘
- 兄弟姉妹
  - 異母兄：井伊直勝
  - 姉妹：政子（松平忠吉の正室）
  - 姉妹：德興院（伊達秀宗の正室）
- 正室：阿喜姫（蜂須賀家政の娘）
- 側室：遠藤氏
  - 長男：井伊直滋（廃嫡）
- 側室：石井氏
  - 四男：井伊直縄
- 側室：服部氏
  - 次男：松千代（夭折）
- 側室：木下氏
  - 三男：井伊直寛
- 側室：春光院
  - 五男：井伊直澄（彦根藩3代藩主）

## 遺跡・伝承
- 産湯の井戸（焼津市）
- 井伊神社（彦根市）
- 直孝神社（米原市）